# Kristína Kučová
Kristína Kučová (født 23. maj 1990 i Bratislava, Tjekkoslovakiet) er en professionel tennisspiller fra Slovakiet.